# Алберто Мансини
Алберто Мансини (на испански: Alberto Mancini) е аржентински тенисист. 

## Биография
Алберто Мансини е роден на 20 май 1969 г. в Мисионес, Аржентина. На 15-годишна възраст се мести в Буенос Айрес, за да се посвети на тренировките. До 19-годишна възраст той е смятан за „новия Вилас“.

## Кариера
Алберто Мансини печели три титли от най-високо ниво на сингъл и четири титли на двойки. Най-добрите му класирания в кариерата са световен номер 8 на сингъл и номер 79 на двойки, и двете са достигнати през 1989 г.
През ноември 2020 г. Мансини стана треньор на Фабио Фонини. В момента той е треньор на Даниел Алтмайер.

## Кариерна статистика

#### Финали натурнири от сериите Мастърс(2)
| година | турнир              | съперник във финала | резултат                     |
| ------ | ------------------- | ------------------- | ---------------------------- |
| 1989   | Монте Карло Мастърс | Борис Бекер         | 7–5, 2–6, 7–6(7–4), 7–5      |
| 1989   | Италия Оупън        | Андре Агаси         | 6–3, 4–6, 2–6, 7–6(7–2), 6–1 |

| година | турнир       | съперник във финала | резултат                  |
| ------ | ------------ | ------------------- | ------------------------- |
| 1991   | Италия Оупън | Емилио Санчес       | 3–6, 1–6, 0–3, отказва се |
| 1992   | Маями Оупън  | Майкъл Ченг         | 5–7, 5–7                  |

### ATP финали (3 титли; 8 финала)
|        | П–З | Година | Турнир                | Клас           | Настилка | Опонент          | Резултат                     |
| ------ | --- | ------ | --------------------- | -------------- | -------- | ---------------- | ---------------------------- |
| Победа | 1–0 | 1988   | Болоня Аутдор         | Гран При       | Клей     | Емилио Санчес    | 7–5, 7–6(7–4)                |
| Победа | 2–0 | 1989   | Монте Карло Мастърс   |                | Клей     | Борис Бекер      | 7–5, 2–6, 7–6(7–4), 7–5      |
| Победа | 3–0 | 1989   | Италия Оупън          |                | Клей     | Андре Агаси      | 6–3, 4–6, 2–6, 7–6(7–2), 6–1 |
| Загуба | 3–1 | 1991   | Италия Оупън          | Сингъл седмица | Клей     | Емилио Санчес    | 3–6, 1–6, 0–3, отказва се    |
| Загуба | 3–2 | 1991   | Швеция Оупън          | Световни серии | Клей     | Магнус Густафсон | 1–6, 2–6                     |
| Загуба | 3–3 | 1991   | Щутгарт Оупън         | Шампионски     | Клей     | Михаел Щих       | 6–1, 6–7(9–11), 4–6, 2–6     |
| Загуба | 3–4 | 1992   | Маями Оупън           | Сингъл седмица | Твърда   | Майкъл Ченг      | 5–7, 5–7                     |
| Загуба | 3–5 | 1992   | Австрия Оупън Кицбюел | Световни серии | Клей     | Пийт Сампрас     | 3–6, 5–7, 3–6                |